# Microloxia menadiara
Microloxia menadiara là một loài bướm đêm trong họ Geometridae.